# علي محمد أبو الحسن
أبو الحسن علي محمد علي سعيد (1974 -) هو داعية إسلامي.

## حياته
من مواليد 1974 بالمملكة العربية السعودية، اشتهر ببرامجه التلفزيونية التي تناولت منهجية التخطيط العبادي والهندسة الشعائرية والثراء الروحاني.
حامل لواء الروحانية والحيوية المختصر بالروحاوية.

## المدرسة الفكرية الشرعية
ينتمي إلى مدرسة الرؤية الشرعية والتي تهتم بعلم تقديم الأوعية الشرعية لحركة الحياة منطلقا من خلال التركيز على محراب الحياة بعد إتمام فهم محراب العبادة بإلغاء الفصل بين ﴿إياك نعبد وإياك نستعين﴾ في مظاهر العلمنة الجزئية، وإيجاد الحلول الشرعية المستوعبة لها من غير تكلف، وغايتها تسهيل أسباب الانقياد الشرعي للناس وذلك من خلال ما يسميه "الخضوع الإرادي"، الذي يعتبره أرقى درجات الاستجابة لله ورسوله صلى الله عليه وسلم، وتعتمد آلية ذلك على تقريب فقه التطبيق والذي يسميه "امتلاك الكيفية"، وذلك من خلال الاهتمام بانسجام حالة الوعي بحقيقة التكليف وحالة الامتثال الواعي لما تم التكليف به، وأكبر ثمرة لهذا التوجه هي إيصال الفرد للاطمئنان التصوري لما ستحققه له تلك الرؤية حياتيا، مما يقلل حالات التشوه في الامتثال والانتهاء.
أبو الحسن مصمم ومبتكر منهجية التخطيط الشعائري والثراء الروحاني ومالك حقوق برامج امتيازها، ومدرب مهارات الشحن الذاتي من خلال منهج ثلاثية الرشد المتطور للملكات الإنسانية الأربعة الخيال، الوعي، الضمير، الإرادة وتطوير إنسان المعنى.

## السلم التعليمي
- بكلوريوس أصول الدين من جامعة الإمام محمد بن سعود الإسلامية فرع القصيم 1419
- دراسة سنة تحضيرية للماجستير في أصول الدين بالجامعة الأمريكية المفتوحة بالمراسلة 1420
- ماجستير بالمراسلة بتقدير امتياز، عنوان الرسالة تطبيقات السلم البيتي والأمن النفسي في البيئة المنزلية 1427
- دكتوراة بالمراسلة بتقدير امتياز، عنوان الرسالة المعجم النفسي لتأثير المفردة القرآنية وسياقها 1429

## السلم المهني
- مرشد طلابي ومشرف اجتماعي بمدارس الصديق الأهلية لتحفيظ القرآن الكريم 1419 هـ
- المشرف العلمي بالبرامج الطفولية ببرنامج جيل المستقبل التابع لوزارة الشؤون الاجتماعية 1422هـ
- مطور ومعد برامج بمؤسسة الطارق للإنتاج الإعلامي والبرامجي 1425 هـ
- باحث ومحاضر متفرغ بمؤسسة العلم الخيرية بجدة 1428 هـ
- عضو هيئة التدريس وأستاذ التنمية الفكرية بقسم المواد العامة بكلية إدارة الأعمال بجدة 1429 هـ
- مطور الأداء القيمي بمؤسسة IDB Global ومؤسسة اللمسة التحسينية وشركة RITX
- استشاري تدريب قيمي بالمركز الطبي الدولي 1432 هـ

## الأنشطة والاهتمامات.
- نحات معرفي
- مصمم ومبتكر منهجية التخطيط الشعائري والثراء الروحاني، والباحث في علم النفس الشعائري.
- معلم مبادئ الاقتصاد الشعوري والسلوك الغيري.
- مطور تقنيات العلاج بالمعنى ضمن فروع علم النفس الإرشادي.
- مطور قيمي فردي – ثلاثية الرشد جماعي – سوبر إنسان مؤسسي – تسعة أعشار

## مؤلفاته
له 25 كتابا منها:
- القيم النبوية في الإدارة.
- الإبداع الزمني لإدارة ال24 ساعة بالقيم.
- أشيائي.
- الحرفية عبادة.
- تدابير إدارية.
- طبيب بين زمنين.
- كيمياء القراءة.
- المزيد.

## الظهور الإعلامي والإذاعي والكتابي
- إم بي سي، برنامج يلا شباب وحلقات من برنامج آدم
- إم بي سي إف إم في رمضان على مدار ثلاثة أعوام متتالية
- قناة اقرأ الفضائية: بلغنا رمضان، ببساطة، لك صمت، المسؤولية الرمضانية، القرائي
- قناة الرسالة الفضائية: رتب رمضانك، كنوز شعبان
- إذاعة قطر: عز الله مقامك.
- إذاعة الكويت: واحات إيمانية، ومهرجان هلا فبراير
- إذاعة أبو ظبي: برنامج يا سلام الإذاعي
- جريدة عكاظ و‌الوطن وموقع إسلام أون لاين ومجلة تحت العشرين الكويتية ومجلة مودة الإماراتية ومجلة آفاق الأعمال بجدة
- محاضر في TEDx arabia
- اذاعة مكس اف ام

قناة فور شباب : برنامج التمرة